# Ndam
Pour les articles homonymes, voir Ndam (homonymie).
 (décembre 2020).
Si vous disposez d'ouvrages ou d'articles de référence ou si vous connaissez des sites web de qualité traitant du thème abordé ici, merci de compléter l'article en donnant les références utiles à sa vérifiabilité et en les liant à la section « Notes et références ».
Le ndam, également connu sous le nom de dam et ndamm, est une langue afro-asiatique parlée dans les préfectures de Tandjilé et de Lai, au sud-ouest du Tchad. Elle fait partie du groupe des langues tchadiques orientales.
La plupart de ses locuteurs pratiquent des religions traditionnelles, l'islam ou le christianisme. 
Il y a deux dialectes de ndam, le ndam dik au nord et le ndam-ndam au sud.